# Thierry Mechler
Répertoire
Improvisations à l'orgue
Thierry Mechler (né en 1962) est un organiste et professeur d’orgue et d’improvisation au conservatoire de Cologne. Il enseigne à des étudiants futurs concertistes et des masterclasses internationales d'improvisation, d'interprétation au piano et à l'orgue.

## Biographie
Thierry Mechler est né à Mulhouse en 1962 en Alsace. Il apprend l'orgue à 13 ans sur les claviers de son église paroissiale. Il étudie la musique à Mulhouse, puis au conservatoire à rayonnement régional de Strasbourg dans la classe d'orgue de Daniel Roth.
Parallèlement, il étudie le piano auprès d’Hélène Boschi.
En 1984, il se perfectionna à Paris avec Jacques Taddei pour l’improvisation et avec Marie-Claire Alain pour l’interprétation.
Il réside à Guebwiller avec sa femme, l'illustratrice allemande Suzanne Janssen-Mechler avec qui il donne des concerts, et ses trois enfants (2 fils, 1 fille).

## Activités

### Prix
- 1981 : 1er prix à l’unanimité du Concours international d’Orgue de Paris présidé par Rolande Falcinelli[6]
- 1985 : 1er prix d’Excellence à l’unanimité avec les félicitations du jury à Paris
- 1986 : 1er prix de Virtuosité à l’unanimité à Paris
- 1987 : Médaille d’honneur de composition
- 1991 : Prix européen à Dresde pour l’ensemble de sa carrière

### Enseignement
- 1986-1989 : Professeur d’orgue et d’improvisation au Conservatoire d'Annecy
- 1997-98 : Chargé de cours au Conservatoire d’Essen en Allemagne
- depuis 1998 : Professeur d’orgue et d’improvisation à la Musikhochschule de Cologne.

### Organiste
- depuis 1984 : Titulaire des grandes orgues de la basilique de Thierenbach (68)
- 1991-1999 : Titulaire du grand orgue de la primatiale Saint-Jean de Lyon
- 1992-1999 : Organiste et conseiller artistique de l’auditorium Maurice Ravel de Lyon
- depuis 2001 : Conservateur des grandes orgues de la Philharmonie de Cologne (Allemagne)

### Concertiste
Avec le soutien du recteur de la basilique de Thierenbach, le chanoine Gérard Sifferlen, il a créé l'Association des Amis de l'Orgue de Thierenbach (AOT) pour promouvoir l'Orgue de la basilique par l'organisation de concerts de musique sacrée dans l'église. Aujourd'hui, il en est le président et le recteur, Denis Simon, est le vice-président de l'association. L'AOT en partenariat avec le Conseil général du Haut-Rhin a organisé des "Musicales" c'est-à-dire des récitals où Thierry Mechler a joué Bach, Vierne ainsi que des compositions personnelles, seul ou avec sa femme.
En mars 2007 il fonde l'ensemble Tonalis, qui regroupe différents instrumentistes, solistes, professeurs de conservatoires, à l’occasion d’un concert présentant les concertos de Bach, donné dans le cadre du Festival des Dominicains de Haute-Alsace.

## Discographie
De nombreux enregistrements témoignent de l'art de Thierry Mechler qui a en outre créé son propre label Tonalis Records en 2002.
Piano
- 4 concerti pour piano (Johann Sebastian Bach) - Thierry Mechler
- Toccaten und Improvisationen - Thierry Mechler

Orgue
- Fantaisie et fugue en sol mineur (Jean-Sébastien Bach), 1991
- L'Art de la Fugue (Jean-Sébastien Bach), 1997, Orgue de Walbeck
- 14 Sonates à l'orgue (Domenico Scarlatti), 2004, Orgue Callinet d'Issenheim
- Variations Goldberg (Jean-Sébastien Bach), 2005, Orgue de la Philharmonie de Cologne
- Chorals pour le temps de Noël (Jean-Sébastien Bach), 2005, Orgues (Fischer et Krâmer 1992) de la Basilique de Thierenbach
- Transcriptions pour orgue (Wolfgang Amadeus Mozart), 2006, Orgue Walcker de Waldkirch
- Le Saint Sacrement, Orgue et chant grégorien - Thierry Mechler et le Chœur des Moines de Flavigny / La Procure, 2009

## Distinctions
- Chevalier de l'ordre des Arts et des Lettres